# Liste des maires d'Urt
Pour un article plus général, voir Urt.
Cet article présente la liste des maires d'Urt de 1819 à 2010.

## De 1819 à la guerre franco-prussienne
De 1853 à 1870, le maire est nommé par le préfet.
| Période | Période | Identité           | Étiquette | Qualité |
| ------- | ------- | ------------------ | --------- | ------- |
| 1819    | 1834    | Pierre Lafourcade  |           | médecin |
| 1834    | 1870    | Bertrand Miremont  |           | notaire |
| 1870    | 1870    | Hubert de Marignan |           |         |
| 1870    | ?       | Bernard Cazenave   |           |         |

## Troisième République
| Période | Période | Identité                | Étiquette | Qualité             |
| ------- | ------- | ----------------------- | --------- | ------------------- |
| 1875    | 1875    | Genevois                |           | Nommé par le préfet |
| 1875    | 1876    | Cazenave                |           |                     |
| 1876    | 1888    | Antoine Lapouble        |           | huissier            |
| 1888    | 1892    | (Édouard ?) Castaings   |           |                     |
| 1892    | 1896    | Oscar Daverat           |           |                     |
| 1896    | 1900    | Félix Viguie            |           |                     |
| 1900    | 1919    | Jean-Baptiste Parra     |           |                     |
| 1919    | 1932    | Jean-Baptiste Hirigoyen |           |                     |
| 1932    | 1944    | René Caplong            |           |                     |

## De la Libération à 2010
| Période      | Période      | Identité                    | Étiquette    | Qualité |
| ------------ | ------------ | --------------------------- | ------------ | --- |
| 1944         | mai 1945     | Pierre de Marignan          |              | Nommé par le Comité Départemental de Libération des Basses Pyrénées                                                                                |
| mai 1945     | octobre 1947 | Pierre Faure                |              | |
| octobre 1947 | mars 1971    | Pierre Parra                |              | |
| mars 1971    | mars 1983    | Michel Thielley             |              | Médecin et chirurgien-urologue |
| mars 1983    | mars 2008    | Jean Castaings              | RPR puis UMP | Directeur de mutuelle retraité Conseiller général du canton de La Bastide-Clairence (1979 → 1992 puis 1998 → 2015) Conseiller régional d'Aquitaine |
| mars 2008    | 2020         | Robert Lataillade           | DVD          | Retraité de la fonction publique |
| 2020         | En cours     | Nathalie Martial-Etchegorry |              | |